# Mansão de Bahjí

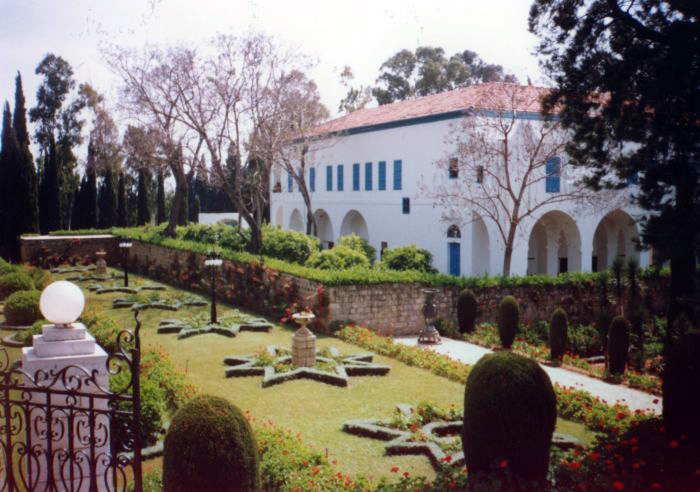
O último lugar do exílio de Bahá'u'lláh: a Mansão de Bahjí, Akká, Israel.

A Mansão de Bahjí é um termo usado para descrever a casa de verão onde Bahá'u'lláh morreu em 1892. Seu Santuário está localizado próximo a esta casa.
Em 1890 o orientalista britânico Edward Granville Browne, da Universidade de Cambridge, encontrou-se com Bahá'u'lláh nesta casa. Depois desse encontro é que Browne escreveu seu famoso relato.
Depois que Bahá'u'lláh morreu em 1892, a casa ficou com um dos filhos de Mah-i-'Ulya, Mirzá Muhammad `Alí, até novembro de 1929 quando foi comprado novamente por Shoghi Effendi.
Este agora é um local de peregrinação dos Bahá'ís.